# Thomas Cushing
Thomas Cushing, född 24 mars 1725 i Boston, Massachusetts Bay-provinsen, död 28 februari 1788 i Boston, Massachusetts, var en amerikansk politiker. Han var Massachusetts viceguvernör från 1780 fram till sin död (dessutom tillförordnad guvernör 1785).
Cushing utexaminerades 1744 från Harvard University, studerade sedan juridik och inledde sin karriär som advokat i Boston. Han var ledamot av kontinentalkongressen 1774–1776. Cushing ställde upp i valet 1776 men som motståndare till USA:s självständighet fick han inga röster och Elbridge Gerry fick hans plats i kontinentalkongressen.
Cushing tillträdde 1780 som Massachusetts viceguvernör och avled år 1788 i ämbetet. Guvernör John Hancock avgick 1785 och Cushing blev tillförordnad guvernör. Senare samma år förlorade han guvernörsvalet mot James Bowdoin och fick fortsätta som viceguvernör.